# Bromelina kochalkai
Bromelina kochalkai là một loài nhện trong họ Anyphaenidae.
Loài này thuộc chi Bromelina. Bromelina kochalkai được Antonio D. Brescovit miêu tả năm 1993.